# Heinz Stamer (Politiker)
Heinz Carl Wilhelm Edmund Stamer (* 4. November 1887 in Breslau; † 3. November 1958 in Hamburg) war ein deutscher Marineoffizier im Ersten und Zweiten Weltkrieg und CDU-Politiker.

## Leben
Heinz Stamer trat am 3. April 1907 als Seekadett in die Kaiserliche Marine ein und kam auf die Charlotte. Am 21. April 1908 zum Fähnrich zur See befördert, war er im gleichen Jahr an der Marineschule. 1910 war er auf der Scharnhorst. Als Leutnant zur See (Beförderung am 28. September 1910) war er 1912 Kompanieoffizier bei der V. Matrosenartillerieabteilung in Helgoland. Später wurde er in die Reserve versetzt. Am 13. April 1914 wurde er Oberleutnant zur See d. R. und war bis November 1914 Wachoffizier auf der Freya und Friedrich Carl. Im Oktober 1914 war er Leiter eines Seekommandos zum Zerschneiden von Kabeln. Es folgte bis Dezember 1915 sein Einsatz als Wachoffizier auf der Fürst Bismarck und Prinz Heinrich und sein Einsatz als Erster Offizier auf der Odin. Als Wachoffizier kam er auf die Kronprinz und wurde am 26. April 1917 wieder in den regulären Dienst überführt. Bis Februar 1918 blieb er auf der Kronprinz. Anschließend kam er zur Ausbildung an die U-Boot-Schule. Als Mitte September 1918 UC 98 in Dienst gestellt wurde, übernahm er das Kommando über das Boot, welches aber durch das Kriegsende nicht mehr zum Einsatz kam. Am 18. September 1918 wurde er zum Kapitänleutnant befördert und am 27. Dezember 1919 aus der Marine verabschiedet.
Nach dem Ersten Weltkrieg studierte er Agrarwissenschaften und promovierte 1923 bei Wilhelm Seedorf an der Universität Göttingen mit dem Thema Der Tarifvertrag in der Landwirtschaft.
1933 heiratete er Gertrud Oetker, ein Mitglied der Oetker-Familie. Später wurde er mit Werner Oetker gemeinsam Geschäftsführer der L.C. Oetker Marzipan- und Marmeladenfabrik in Hamburg-Altona.
In der Kriegsmarine war Stamer ab August 1939 bis Juni 1940 Kommandant von verschiedenen Vorpostenbooten. Von Juni 1940, er war Korvettenkapitän zur Verfügung, bis März 1945 war er Chef der 8. Vorpostenflottille. Am 20. April 1945, er hatte am 2. Juli 1943 bereits das Deutsche Kreuz in Gold erhalten, wurde ihm für die Führung der 8. Vorpostenflottille das Ritterkreuz des Eisernen Kreuzes verliehen. Dabei wurde herausgegriffen, dass die Flottille unter seiner Führung mindestens 7 Flugzeuge, 2 U-Boote und 2 Motorschnellboote vernichtet hätte.
Nach dem Zweiten Weltkrieg trat er in die CDU ein. In der 2. Wahlperiode, welche von 1949 bis 1953 dauerte, war er Mitglied der Hamburgischen Bürgerschaft.